# Meng bo
Meng bo è un film del 1996 diretto da Jun-Man Yuen e Michael Chow.
La pellicola, conosciuta anche con i titoli City Hunter 2 e Mr Mumble, è un adattamento non ufficiale del manga City Hunter.

## Trama
Mumble è un cecchino appartenente a un corpo speciale della polizia di Hong Kong; dopo aver passato del tempo in discoteca insieme ad alcune ragazze ed essere conseguentemente arrivato in ritardo al lavoro, viene tuttavia improvvisamente licenziato. Successivamente, Mumble incontra una ragazza inseguita da alcuni pericolosi assassini; decide così di proteggerla, senza sapere che è la figlia di un potente capo della Triade.

## Distribuzione
A Hong Kong la pellicola è stata distribuita a partire dal 10 ottobre 1996.